# Richard Pampuri
Erminio Filippo Pampuri, en religion frère Richard Pampuri, né 1897, mort en 1930, était médecin et membre de l'ordre des hospitaliers de Saint-Jean-de-Dieu. Il est reconnu saint par l'Église catholique depuis sa canonisation en 1989.

## Vie
Erminio Filippo Pampuri est né près de Pavie, dixième d'une famille de onze enfants. Il perdit sa mère alors qu'il n'avait que trois ans, et en 1907, son père mourut à son tour. Il fut alors confié à une tante.
Erminio fit ses études primaires dans le village, et vint ensuite à Milan pour ses études secondaires. À la fin de celles-ci, il rejoignit la faculté de médecine de Pavie obtenant en 1923 le diplôme de médecine et de chirurgie. 
Pendant la Première Guerre mondiale, il servit d'abord comme sergent, ensuite comme officier du corps sanitaire.
Jeune étudiant, il avait adhéré à la Société de Saint-Vincent-de-Paul. À la fin de ses études médicales, alors qu'il avait 24 ans, il devient d'abord médecin de campagne, métier qu'il exerça avec ferveur et piété mettant en pratique dans sa vie professionnelle sa foi et son sens aigu de la Mission. Il dira à sa sœur : « Prie, pour que l'orgueil, l'égoïsme et toute autre mauvaise passion ne puisse m'empêcher de voir toujours le Christ souffrant dans mes malades, pour que je puisse le guérir, le réconforter. Avec cette pensée toujours vivante dans l'esprit, comme l'exercice de ma profession devrait m'apparaître agréable et fécond ! ».
Il entra enfin dans l'ordre des hospitaliers de Saint-Jean-de-Dieu le 22 juin 1927, effectua son noviciat à Brescia et fit profession religieuse le 24 octobre 1928. Il écrivait : « Mon Dieu, je veux te servir à l'avenir avec persévérance et avec le plus grand amour: dans mes supérieurs, dans mes confrères, dans les malades, qui sont tes préférés. Donne-moi la grâce de les servir comme je te servirais.». Il prononça ses vœux en 1928 et prend le nom de « Fra Riccardo », « frère Richard ». Il meurt deux ans plus tard, le 1er mai 1930, victime des séquelles d'une pleurésie, et d'une broncho-pneumonie.
Après sa mort, sa réputation de sainteté grandit dans toute l'Italie, puis en Europe et dans le monde. Plusieurs miracles sont attribués à son intercession.
Sa dépouille mortelle est conservée et vénérée dans l'église paroissiale de Trivolzio.

## Béatification - Canonisation
Béatifié le 4 octobre 1981 par le Pape Jean-Paul II, il sera canonisé par Jean-Paul II aussi, le 1er novembre 1989. Dans son homélie de béatification, le Pape avait dit : « La vie courte, mais intense, de Fra Riccardo Pampuri, est un stimulant pour tout le peuple de Dieu mais spécialement pour les jeunes, pour les médecins et pour les religieux ».
Sa fête a été fixée au 1er mai.

## Sources
- (en) Biographie